# Thaumatorhynchus brooksi
Thaumatorhynchus brooksi is een hagedis uit de familie agamen (Agamidae). 

## Naam
De wetenschappelijke naam van de soort werd voor het eerst voorgesteld door Hampton Wildman Parker in 1924. 
De soortaanduiding brooksi is een eerbetoon aan Cecil Joslin Brooks (1875 - 1953), een verzamelaar van vooral planten. De wetenschappelijke geslachtsnaam Thaumatorhynchus is afkomstig van Oudgrieks thaûma (θαῦμα), 'wonder' en rhúnchos (ῥύγχος), 'snuit' of 'bek'. Deze naam slaat op het verlengde deel van de snuit van de agame.

## Indeling
Het is de enige soort uit het monotypische geslacht Thaumatorhynchus. Thaumatorhynchus brooksi werd lange tijd tot het geslacht Harpesaurus gerekend, waardoor de wetenschappelijke naam Harpesaurus brooksi in de literatuur nog vaak wordt gebruikt.

## Verspreiding en habitat
De hagedis leeft in delen van Azië en komt endemisch voor in Indonesië op het eiland Sumatra.